# Aphthona glochidionae
Aphthona glochidionae es un coleóptero de la familia Chrysomelidae. Fue descrita científicamente por primera vez en 2003 por Prathapan & Konstantinov.